# Cantó de Givet
El cantó de Givet és un cantó francès del departament de les Ardennes, a la regió del Gran Est. Està inclòs al districte de Charleville-Mézières, té 12 municipis i el cap cantonal és Givet.

## Municipis
- Aubrives
- Charnois
- Chooz
- Foisches
- Fromelennes
- Givet
- Ham-sur-Meuse
- Hierges
- Landrichamps
- Rancennes
- Vireux-Molhain
- Vireux-Wallerand

## Història
| Data d'elecció                           | Identitat          | Partit          | Qualitat |
| ---------------------------------------- | ------------------ | --------------- | -------- |
| 1945-1958                                | Émile Benoist      | SFIO            |          |
| 1958-1964                                | Albert Galliot     | SFIO            |          |
| 1964-1976                                | Roger Declef       | UDR, després RI |          |
| 1976-1982                                | Albert Galliot     | PS              |          |
| 1982-1994                                | Pierre Tassin      | RPR             |          |
| 1994-2008                                | Alain Vandevelde   | UDF             |          |
| 2001-2008                                | Michèle Marquet    | PS              |          |
| 2008-                                    | Claude Wallendorff | UMP             |          |
| les dades anteriors no són pas conegudes |                    |                 |          |
|                                          |                    |                 |          |

## Demografia
| A partir de 1990: Població sense dobles comptes |